# NGC 5906
NGC 5906 je dio galaktike (možda zvjezdana asocijacija ili sjajno H II područje)  u zviježđu Zmaju. 

## Vanjske poveznice
- (engl.) SEDS: NGC 5906
- (engl.) Hartmut Frommert: Revidirani Novi opći katalog
- (engl.) Izvangalaktička baza podataka NASA-e i IPAC-a
- (engl.) Astronomska baza podataka SIMBAD
- (engl.) VizieR
- DSS-ova slika NGC 5906  Arhivirana inačica izvorne stranice od 28. travnja 2016. (Wayback Machine)
- (engl.) Auke Slotegraaf: NGC 5906 Deep Sky Observer's Companion
- (engl.) Courtney Seligman: Objekti Novog općeg kataloga: NGC 5900 - 5949